# Tacheng
Tacheng (塔城市S) è una città-contea della Cina, situata nella regione autonoma di Xinjiang e amministrata dalla prefettura di Tacheng. La città è anche nota come Tarbaghatay o Tarbagatai e nelle lingue europee come Chuguchak (basato sul suo nome in lingua mongola).